# 예수시왕생칠재의찬요
예수시왕생칠재의찬요(預修十王生七齋儀纂要)는 서울특별시 서초구로에 있는 선조연간의 책이다. 2019년 8월 1일 서울특별시의 유형문화재 제450호로 지정되었다.

## 지정 사유
내세의 극락왕생을 빌기 위해 생전에 재를 올려 공덕을 쌓는 불교의례의 일종인 예수재(預修齋)에 관한 의식 절차를 편찬한 의식이다.
권말에 '萬曆2年(1574)7月日 全羅道順天地曹溪山松廣寺留鎭'이란 간기가 함께 판각되어 있어, 1574년에 전라도 순천의 송광사에서 개판되었음을 알 수 있으며, 현재 지방문화재로 지정된 자료 중 비교적 초기에 간행된 판본에 해당된다.
임진왜란 이전에 간행된 의식집으로 조선전기에 시행된 예수재의 불교의례에 관한 의식절차를 수록하고 있으며, 현재 우리나라에는 거의 남아 있지 않은 귀중본이라는 점에서 서울시 유형문화재로 지정 관리할 만한 가치가 있는 것으로 판단된다.

## 조사보고서
본 지정 대상본은 내세의 극락왕생을 빌기 위해 생전에 재를 올려 공덕을 쌓는 불교의례의 일종인 예수재(預修齋)에 관한 의식 절차를 편찬한 의식집이다. 이 책은 송당(松堂) 야납(野衲) 대우(大愚)가 예수재에 관한 의식 절차를 편찬한 불교 의식집을 1574년(선조7) 전라도 순천의 송광사(松廣寺)에서 간행한 목판본 1책이다.
불교에서는 사람이 죽으면 생전에 지은 업을 심판받아 내세가 결정된다는 관념에 따라, 생전에 전생의 업보를 소멸하기 위해서 예수재를 거행하여 사후에 갚아야 할 전생의 빚과 과보를 미리 갚는 의례이다.
내용은 첫째, <通敍因由>편에서 예수재의 시원을 밝히고 이로 인하여 모든 중생들이 차별 없이 극락으로 왕생 할 수 있음을 밝힌다. 둘째, <嚴淨八方>편에서는 재를 열었으니 부처님이 가호하여 기도를 따라 감응 할 것을 기원하는 총31편으로 편성되어 있는데, 각 편마다 의식을 행하는 의의를 먼저 해설하고 절차를 진행하는 순서로 되어 있다.
이 의식집을 편찬한 대우(大愚, 1676-1763) 조선후기 숙종에서 영조 때 활동한 선승으로 해남 대흥사(大興寺) 13대종사(大宗師) 중 제7대 종사를 지낸 인물이다. 대우의 성은 박씨(朴氏), 호는 벽하(碧霞)이며, 전라남도 영암 출신으로, 장로 조연(照淵)을 은사로 득도하고 지안(志安)으로부터 선(禪)을 전수하였으며, 대사 고압(孤鴨)으로부터 참법(懺法)을 익혔던 인물로 1763년 6월 88세의 나이로 입적하였다.
찬자로 알려진 대우(大愚)는 조선시대 숙종에서 영조 사이에 활동했던 인물인데, 이 책은 1566년 평안도 성천의 백련산(白蓮山) 영천암(靈泉庵)에서 처음 간행되었다. 따라서 대우가 출생하기 백여 년 이전에 이미 이 책이 간행되고 있는 것으로 보아, 찬자 ‘大愚’는 동명이인이거나 우리나라 인물이 아니고 중국 승려일 가능성이 높다하겠다.
본 지정 대상본은 1574년에 전라도 송광사에서 개판한 이후 선조연간에 후쇄한 판본으로 권수에 『예수천왕통의』와 합철되어 있다. 이 책은 원표지 위에 근래 새로운 표지로 개장하였으며, 책의 크기는 37.8×25.2cm이다. 원래 표지는 원상으로 보이며, 표제는 ‘預修文’으로 묵서되어 있다. 권수제는 ‘預修十王生七齋儀纂要’로 되어 있으며, 다음 행에는 ‘松堂野衲大愚 集述’이란 찬자 표시가 기재되어 있는데, 앞에 기술한 바와 같이 아무래도 조선 승려가 아닌 중국 승려가 아닌가 한다.
송광사판의 형태적 특징을 살펴보면, 반엽을 기준으로 변란은 사주단변으로 반곽의 크기는 20.7×17.3cm이다. 반엽을 기준으로 8행으로 되어 있는데, 한 행의 경문은 16자씩으로 배자되어 있다. 중앙의 판심부에는 상하로 2엽화문어미(2葉花紋魚尾)가 서로 내향 형식으로 되어 있고, 판심제는 ‘預修文’이란 약서명이 기재되어 있으며, 그 아래에 장차(張次)가 표시되어 있다.
권말에는 ‘萬曆2年(1574)7月日 全羅道順天地曹溪山松廣寺留鎭’이란 간기가 함께 판각되어 있어 1574년에 전라도 순천의 송광사에서 간행된 개판되었을 알 수 있다. 그리고 권말의 시주면에는 맨 끝에 ‘幹善 崇印’과 ‘刻手 太俊’ 등이 기재되어 있어 있는 것으로 보아 이 책은 간선 숭인(崇印)이 주관하여 태준(太俊) 등이 판각하여 간행하였던 사실을 알 수 있다.
이 예수재는 우리나라에서 1566년 평안도 성천의 영천암(靈泉庵)에서 처음 간행된 이래 16-17세기 사이에 전국의 사찰에서 15종 이상의 판본이 간행되었을 정도로 널리 유포되었다. 그 중 지정 대상본은 최초 간행본 이후 두 번째로 1574년에 송광사에서 중간(重刊)한 판본이다. 현재 지방문화재로 지정된 자료 중에 비교적 초기에 간행된 판본에 해당되며, 현전본을 거의 찾아 볼 수 없는 매우 희귀한 귀중본에 해당한다.
따라서 이 책은 조선전기에 시행된 예수재에 대한 불교의례적 일면을 살펴 볼 수 있는 자료적 가치를 지니고 있을 뿐만 아니라, 임란 이전에 간행된 불서판본 연구에 있어서 참고가 되는 귀중본으로 문화재적 가치를 지니고 있는 것으로 평가할 만하다.
본서는 기복적 성향의 불교의례를 살펴볼 수 있는 의식집이라는 점은 다른 불교 의례와 동일하다. 하지만 본래 불자들이 소홀했던 자기수행을 점검하고 선행을 발원하는 의례를 지향하고 있다는 점에서 긍정적으로 인식되고 있다. 이를 통해 자신의 극락왕생만을 위해서가 아니라 이웃을 위한 보시행으로 공덕을 쌓는 의례이기도 하다.
이 의식의 진행 중에는 범패와 의식무가 장중하게 펼쳐질 뿐 아니라, 의식도량의 장엄도 극치를 이룬다. 망자를 위해 유족들이 행하는 천도재가 타력에 의한 것임에 비해, 자신이 생전에 주체적으로 스스로를 구제하는 자력수행을 실천하는 의례라는 점에서 의미가 있다.
따라서 이 책은 임란 이전에 간행된 의식집으로 조선전기에 시행된 예수재의 불교의례에 관한 의식절차를 수록하고 있으며, 현재 우리나라에는 거의 남아 있지 않은 귀중본이라는 점에서 서울시 유형문화재로 지정 관리할 만한 충분한 가치가 있는 것으로 판단된다.

## 참고 문헌
- 예수시왕생칠재의찬요 - 국가유산청 국가유산포털